# Kimssi Pyoryugi
Kimssi Pyoryugi (en hangul 김씨 표류기), en español «Kim el Náufrago», es un drama romántico del año 2009, escrito y dirigido por Lee Hae-Joon.

## Historia
Es la historia de un hombre que al intentar suicidarse tirándose al Río Han fue a parar náufrago a Bamseom, y la de una Hikikomori que es adicta al Cyberespacio.

## Elenco
- Jung Jae-young como Kim Seung-geun.
- Jung Ryeo-won como Kim Jung-yeon.
- Park Young-seo como el chico de las entregas.
- Yang Mi-kyung como la madre de Jung-yeon.
- Ku Kyo-han como el trabajador #1.
- Lee Sang-il como el trabajador #2.
- Min Kyeong-jin como el guardia de seguridad del edificio.
- Jang Nam-yeok como el conductor de autobús.
- Lee Sang-hun como el padre de Seung-geun.
- Jang So-yeon como la novia de Kim Seung-geun.
- Lee Kyu-hyung como un trabajador de emergencia.

## Premios[2]
- Premio NETPAC - 2009 (29.º) Festival Internacional de Cine de Hawái - 15-25 de octubre de 2010
- Mejor Actor (Jung Jae-Young) - 2009 (32.º) Premios Golden de Cinematografía - diciembre de 2009
- Premio de la Audiencia - 2010 (12.º) Festival de Cine Udine del Lejano Oriente - 23 de abril-1 de mayo de 2010
- Premio Dragón Negro de la Audiencia - 2010 (12.º) Festival de Cine Udine del Lejano Oriente - 23 de abril-1 de mayo de 2010
- Premio NYAFF 2010 de la Audiencia - 2010 (9.º) Festival de Cine Asiático de Nueva York - 25 de junio - 8 de julio de 2010
- Premio Especial del Jurado: - 2010 (14.º) Festival de Cine Fantasía - 8-28 de julio de 2010
- Premio de la audiencia - Mejor Película Asiática (Bronce) - 2010 (14.º) Festival de Cine Fantasía - 8–28 de julio de 2010
- Premio al mejor actor - 32nd Golden Cinematography Award (2009) - Jung Jae-young